# Spoorlijn Bayon - Neuves-Maisons
De Spoorlijn Bayon - Neuves-Maisons was een Franse spoorlijn van Bayon naar Neuves-Maisons. De lijn was 26,5 km lang.

## Geschiedenis
De spoorlijn werd door het Franse leger aan het einde van de Eerste Wereldoorlog in september 1918 geopend. Na de oorlog vond wel beperkt verkeer plaats en de lijn werd opgebroken in 1928, met uitzondering van een gedeelte bij Neuves-Maisons dat onderdeel werd van de spoorlijn Toul - Rosières-aux-Salines.

## Aansluitingen
In de volgende plaatsen is of was er een aansluiting op de volgende spoorlijnen:
Bayon
RFN 042 000, spoorlijn tussen Blainville-Damelevières en Lure
Neuves-Maisons
RFN 039 300, spoorlijn tussen Toul en Rosières-aux-Salines
RFN 039 306, raccordement van Neuves-Maisons 1
RFN 040 000, spoorlijn tussen Jarville-la-Malgrange en Mirecourt
RFN 040 306, raccordement van Neuves-Maisons 2